# Mellicta virgata
Mellicta virgata är en fjärilsart som beskrevs av Tutt 1896. Mellicta virgata ingår i släktet Mellicta och familjen praktfjärilar. Inga underarter finns listade i Catalogue of Life.